# Jiří Ludvík ze Sinzendorfu
Jiří Ludvík ze Sinzendorfu, později ze Sinzendorf-Neuburgu (německy Georg Ludwig von Sinzendorf-Neuburg, 17. června 1616, Vídeň nebo Isenburg – 14. prosince 1681 tamtéž) byl rakouský šlechtic z rodu Sinzendorfů. Byl významným politikem habsburské monarchie, zastával úřad prezidenta císařské dvorské komory, ke konci kariéry však byl usvědčen z podvodu a odsouzen.
Jeho syn Filip Ludvík Václav ze Sinzendorfu byl po čtyři dekády císařským kancléřem.

## Život

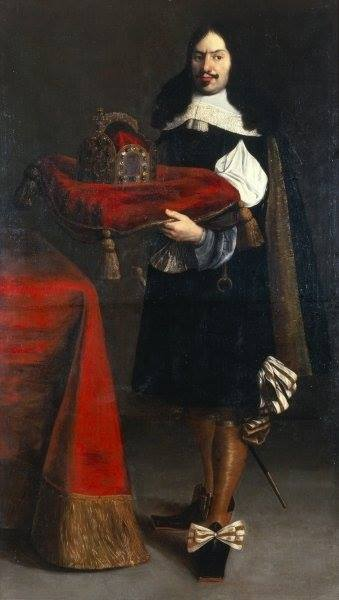
Jiří Ludvík ze Sinzendorfu s císařskou korunou, anonymní portrét z doby kolem roku 1653.

Jiří Ludvík se narodil jako syn Pilgrama ze Sinzendorfu a jeho manželky Zuzany z Trauttmansdorffu, dcery Jana Bedřicha z Trauttmansdorff-Weinsbergu.
V roce 1646 se stal viceprezidentem rakouské hraběcí komory. V průběhu říšského sněmu v Řezně v prosinci 1653 se rozhodl konvertovat ke katolicismu. V roce 1656 se stal prezidentem hraběcí dvorské komory a v této funkci předložil císaři Leopoldu I. finanční stav říše.
V roce 1654 získal Neuburské hrabství a nechal rozšířit neuburský zámek. Po požáru v Pasově v roce 1662 nechal přestavět zdejší kapucínský klášter.
Kvůli svému rychlému společenskému vzestupu byl Sinzendorf záhy obviněn z korupce. Mimo jiné byl obviněn z výroby falešných mincí na hradě Wernsteinu. V roce 1679 vydal všeobecnou směrnici pro třináct členů císařské účetní komory, ale jeho skandál byl mezitím odhalen.
V soudním procesu byl Sinzendorf odsouzen k zaplacení částky dvou milionů florinů za podvod, padělání a korupci. Z císařské milosti zaplatil pouze tři čtvrtiny celé sumy, byl však nucen prodat mnoho ze svého majetku, aby uloženou částku splatil. Po něm se stal prezidentem dvorské komory Kryštof Ignác Abele z Lilienberka, který přispěl k Sinzendorfově pádu.
Na žádost manželky Dorothey Alžběty byl jeho trest vyhnanství zmírněn a bylo mu dovoleno zůstat v domácím vězení v jedné ze svých rezidencí.

### Manželství a potomstvo
V roce 1645 se oženil s Reginou Jörgerovou z Tolletu, která zemřela v roce 1660. Následujícího roku se oženil s princeznou Dorotou Alžbětou Šlesvicko-Holštýnsko-Sonderbursko-Wiesenburskou, které bylo pouhých 16 let.
Jeho nejstarší syn, Kristián Ludvík, zemřel během bitvy u Moháče v roce 1687 ve věku šestnácti let, zatímco jeho druhý syn Filip Ludvík se stal císařským kancléřem za vlády císaře Karla VI.